# Bueng Kan (Provinz)

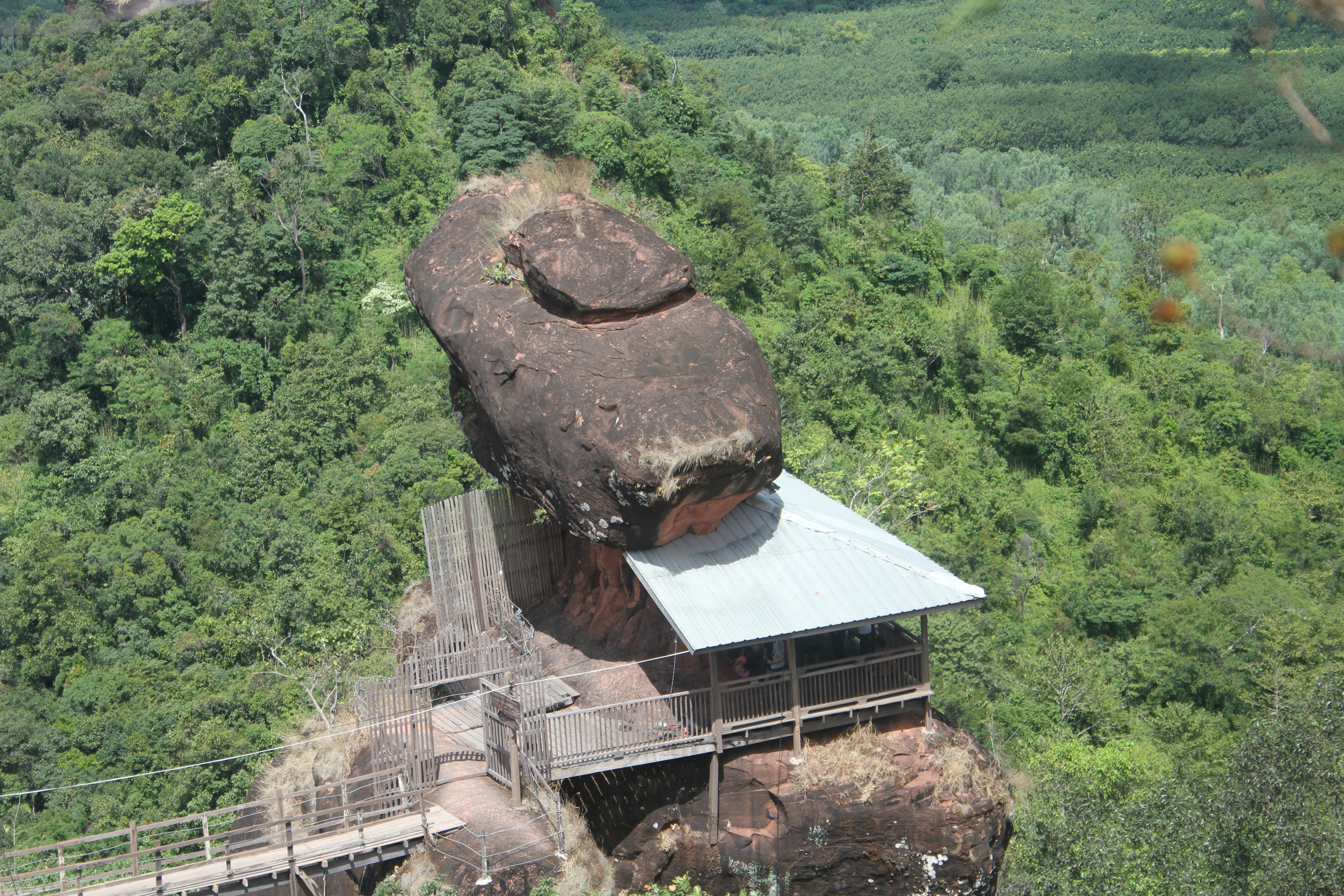
Felsen im Berghang des Phu Thok.

Bueng Kan (Thai: บึงกาฬ, [bɯ̄ŋ kāːn]) ist eine Provinz (Changwat) in der Nordostregion von Thailand, dem so genannten Isan.
Die Provinz wurde 2011 durch Abspaltung von Nong Khai als 76. und jüngste Provinz Thailands geschaffen.
Die Hauptstadt der Provinz Bueng Kan heißt ebenfalls Bueng Kan.

## Geographie
Die Provinz liegt am nordöstlichen Rand von Thailand. Sie grenzt an die folgenden Provinzen (von Süden im Uhrzeigersinn): Nakhon Phanom, Sakon Nakhon und Nong Khai. Nach Norden und Osten grenzt sie an Laos mit dem Mekong als natürliche Grenze.
Im Landkreis Bung Khla liegt in den Hügeln nahe dem Mekong das Wildschutzgebiet Phu Wua.

### Wichtige Flüsse
- Mekong

### Klima
Das Klima ist tropisch-monsunal. Die mittlere Jahrestemperatur liegt bei 26,2 °C.

## Geschichte
Im Jahr 1994 schlug Sumet Phromphanhao (1939–2010), Abgeordneter des Repräsentantenhauses aus Nong Khai vor, eine neue Provinz zu gründen, die aus den acht östlichen Bezirken (Amphoe) der Provinz Nong Khai bestehen sollte (Bueng Kan, Seka, So Phisai, Bung Khla, Bueng Khong Long, Pak Khat, Phon Charoen und Si Wilai). Zu jener Zeit lehnte der Innenminister die Gründung einer neuen Provinz ab, mit der Begründung, dies stelle eine zu große Belastung für den Staatshaushalt dar.
Der Vorschlag lag für die folgenden 20 Jahre auf Eis, bis 2010 der Innenminister das Projekt wieder aktivierte und dem Ministerrat Thailands ein „Gesetz zur Einrichtung von Changwat Bueng Kan“ (ร่างพระราชบัญญัติจัดตั้งจังหวัดบึงกาฬ พ.ศ. …) vorlegte. Bei einer Volksbefragung unterstützten 98,83 % der Einwohner der Provinz Nong Khai den Vorschlag. Am 3. August 2010 beschloss der Ministerrat, den Vorschlag dem thailändischen Parlament vorzulegen. Als Gründe wurden angegeben: der Vorschlag weise die Mindestanzahl der notwendigen Amphoe sowie der Einwohner auf, die für eine Provinz gesetzlich vorgeschrieben sind. Außerdem sei die Landesgrenze entlang des Mekong in der Provinz Nong Khai sehr lang, was die Sicherung schwierig gestalte.
Am 7. Februar 2011 wurde das Gesetz vom Parlament verabschiedet. Premierminister Abhisit Vejjajiva legte König Bhumibol Adulyadej das Gesetz zur Schaffung des Changwat Bueng Kan (พระราชบัญญัติตั้งจังหวัดบึงกาฬ พ.ศ. 2544) vor, der es am 11. März 2011 unterzeichnete. Am 22. März 2011 wurde es im Amtsblatt der Regierung veröffentlicht, und am folgenden Tag trat es in Kraft.

## Wirtschaft
Das Gross Provincial Product (Bruttoinlandsprodukt der Provinz) betrug im Jahr 2011 14,369 Milliarden Baht (etwa 350 Mio. Euro). Das entspricht 33.027 Baht pro Kopf (etwa 810 Euro), nur etwa ein Fünftel des thailändischen Durchschnitts. Damit ist Bueng Kan eine der wirtschaftlich schwächsten Provinzen des Landes. Der Anteil des Agrarsektors an der Wirtschaftsleistung betrug 66,7 %.

## Verwaltungseinheiten

### Provinzverwaltung
Die Provinz besteht aus acht Amphoe (‚Bezirken‘ oder ‚Landkreisen‘), die weiter in 53 Tambon (‚Unterbezirke‘ oder ‚Gemeinden‘) und 615 Muban (‚Dörfer‘) unterteilt sind.
| Nr. | Amphoe                  | Thai             | Übersicht der Amphoe |
| --- | ----------------------- | ---------------- | -------------------- |
| 1.  | Amphoe Mueang Bueng Kan | (อำเภอเมืองบึงกาฬ) |                      |
| 2.  | Amphoe Phon Charoen     | (อำเภอพรเจริญ)    |                      |
| 3.  | Amphoe So Phisai        | (อำเภอโซ่พิสัย)     |                      |
| 4.  | Amphoe Seka             | (อำเภอเซกา)      |                      |
| 5.  | Amphoe Pak Khat         | (อำเภอปากคาด)    |                      |
| 6.  | Amphoe Bueng Khong Long | (อำเภอบึงโขงหลง)  |                      |
| 7.  | Amphoe Si Wilai         | (อำเภอศรีวิไล)     |                      |
| 8.  | Amphoe Bung Khla        | (อำเภอบุ่งคล้า)     |                      |

### Lokalverwaltung
Für das ganze Gebiet der Provinz besteht eine Provinz-Verwaltungsorganisation (องค์การบริหารส่วนจังหวัด, kurz อบจ., Ongkan Borihan suan Changwat; englisch Provincial Administrative Organization, PAO).
Auf dem Gebiet der Provinz gibt es des Weiteren zwölf Thesaban Tambon (เทศบาลตำบล – „Kleinstädte“) sowie 41 Tambon-Verwaltungsorganisationen.